# Evant (jezik)
Evant jezik (ISO 639-3: bzz; evand, avand, avande, ovande, ovand, ovando, balegete, belegete), jedan od 17 tivoid jezika kojim govori oko 10 000 ljudi (1996 SIL) u Nigeriji u državi Cross River i oko 1 000 u Kamerunu (1996 SIL) u provinciji Southwest. Govornici rabe i kamerunski pidžin [wes].

## Vanjske poveznice
- Ethnologue (14th)
- Ethnologue (15th)